# Hontianska Vrbica
Hontianska Vrbica este o comună slovacă, aflată în districtul Levice din regiunea Nitra. Localitatea se află la altitudinea de 159 m deasupra n.m., se întinde pe o suprafață de 23,85 km2 și în 2017 număra 588 de locuitori.

## Istoric
Localitatea Hontianska Vrbica este atestată documentar din 1272.

## Demografie
| An:                | 1994 | 2004   | 2014   | 2024   |
| ------------------ | ---- | ------ | ------ | ------ |
| Număr de persoane: | 579  | 553    | 564    | 584    |
| Diferență:         |      | −4,49% | +1,98% | +3,54% |

| An:                | 2023 | 2024   |
| ------------------ | ---- | ------ |
| Număr de persoane: | 592  | 584    |
| Diferență:         |      | −1,35% |